# Preacher (seriál)
Preacher je americký dramatický fantastický televizní seriál, natočený na motivy stejnojmenného komiksu vydavatelství Vertigo ze skupiny DC Comics. Autory seriálu jsou Sam Catlin, Seth Rogen a Evan Goldberg. Premiérově byl vysílán v letech 2016–2019 na stanici AMC, celkově vzniklo 43 dílů rozdělených do čtyř řad.

## Příběh
Jesse Custer, kazatel v Annville, malém texaském městečku, které ovládá podnikatel Quincannon, ztrácí víru a svoje problémy utápí v alkoholu. Vstoupí do něj však neznámá síla, která mu dá schopnost donutit lidi udělat přesně to, co řekne. Po této síle, která již zapříčinila smrt několika kněží a kazatelů, jdou dva záhadní agenti, kteří Custera pronásledují. Pomáhá mu však jeho přítelkyně-vražedkyně Tulip a také irský pobuda a upír Cassidy, který se zde náhodou ocitnul. Druhá řada seriálu je zaměřena na Custerovo hledání zmizelého Boha, který byl prý naposledy spatřen v New Orleans. Ve třetí sérii se Custer musí vyrovnat se svou rodinnou minulostí a čtvrtá série pojednává o souboji s Herr Starrem, který stojí v čele mocné organizace.

## Obsazení
- Dominic Cooper (český dabing: Marek Libert) jako kazatel Jesse Custer
- Joseph Gilgun (český dabing: Radek Hoppe) jako Proinsias Cassidy
- Ruth Negga (český dabing: Kateřina Petrová) jako Tulip O'Hareová
- Lucy Griffiths (český dabing: Kateřina Peřinová) jako Emily Woodrowová (1. řada)
- W. Earl Brown (český dabing: Bohuslav Kalva) jako šerif Hugo Root (1. řada, jako host ve 2. řadě)
- Derek Wilson (český dabing: ?) jako Donnie Schenck (1. řada)
- Ian Colletti (český dabing: Viktor Dvořák) jako Eugene „Prdeloksicht“ Root (v originále Arseface)
- Tom Brooke (český dabing: ?) jako Fiore (1. řada, jako host ve 2. a 4. řadě)
- Anatol Yusef (český dabing: Petr Gelnar) jako DeBlanc (1. řada)
- Graham McTavish (český dabing: Tomáš Karger) jako William, známý jako Svatý zabijáků (v originále Saint of Killers)
- Pip Torrens (český dabing: Zbyšek Horák) jako Herr Klaus Starr (2.–4. řada)
- Noah Taylor (český dabing: ?) jako Adolf Hitler (2.–4. řada)
- Julie Ann Emery (český dabing: ?) jako Lara Featherstoneová (2.–4. řada)
- Malcolm Barrett (český dabing: ?) jako Hoover (3. řada, jako host ve 2. řadě)
- Colin Cunningham (český dabing: Jakub Saic) jako T. C. (3. řada)
- Betty Buckley (český dabing: Hana Talpová) jako Marie L'Angelle (3. řada)
  - Ve druhé řadě ztvárnila tuto postavu jako host Julie Oliver-Touchstone.
- Mark Harelik (český dabing: Jaroslav Vlach) jako Bůh (4. řada, jako host v 1. a 3. řadě) a jako Mark Harelik (jako host ve 2. řadě)
- Tyson Ritter (český dabing: ?) jako Humperdoo / Mesiáš (4. řada, jako host ve 2. a 3. řadě) a jako Ježíš Kristus (4. řada, jako host ve 2. řadě)

## Vysílání
| Řada | Díly | Premiéra v USA  | Premiéra v USA    | Premiéra v ČR     | Premiéra v ČR     |
| Řada | Díly | První díl       | Poslední díl      | První díl         | Poslední díl      |
| ---- | ---- | --------------- | ----------------- | ----------------- | ----------------- |
| 1    | 10   | 22. května 2016 | 31. července 2016 | 29. května 2016   | 31. července 2016 |
| 2    | 13   | 25. června 2017 | 11. září 2017     | 29. června 2017   | 14. září 2017     |
| 3    | 10   | 24. června 2018 | 26. srpna 2018    | 19. července 2018 | 20. září 2018     |
| 4    | 10   | 4. srpna 2019   | 29. září 2019     | 20. února 2020    | 19. března 2020   |

V listopadu 2013 oznámila stanice AMC práci na televizním seriálu na motivy komiksové série Preacher – Kazatel. Tvůrčí trio tvořili Sam Catlin, Seth Rogen a Evan Goldberg. Pilotní díl byl objednán v prosinci 2014, první desetidílná řada potom v září 2015. Ta byla odvysílána mezi květnem a červencem 2016. Druhá, tentokrát třináctidílná série byla ohlášena v červnu 2016. Její první díl byl odvysílán 25. června 2017. V říjnu 2017 oznámil autor seriálu Seth Rogen, že televize AMC objednala třetí řadu, jejíž vysílání bylo zahájeno v červnu 2018. V listopadu 2018 potvrdila stanice AMC přípravu čtvrté série, která bude závěrečnou řadou seriálu. Její první dva díly byly uvedeny v srpnu 2019 a závěrečný díl celého seriálu byl odvysílán 29. září 2019.
V Česku byla první řada uvedena na lokální verzi AMC současně s americkou premiérou, vzhledem k časovému posunu vždy následující den brzo ráno. Druhá řada byla vysílána s několikadenním zpožděním.